# ポケットモンスター The Animation
『ポケットモンスター The Animation』（ポケットモンスター ジ・アニメーション）は、テレビアニメ『ポケットモンスター』を小説化した作品である。小学館・スーパークエスト文庫から発売された。

## 概要
無印編の第1話「ポケモン! きみにきめた!」から第14話「でんげきたいけつ! クチバジム」までを小説化した物で、執筆者は無印編のシリーズコンストラクション（シリーズ構成）及び脚本を担当した首藤剛志。挿絵イラストはアニメーションキャラクター（キャラクターデザイン）を担当した一石小百合。
アニメ版では語られないジムリーダーの収入源やポケモン世界のシステム・実情・歴史、キャラクターの裏設定などが書かれている。また、ダーウィンの進化論をポケモンの進化の謎について絡めるなど、現実の歴史上人物や話、地名などが使用されている。ただし小説版オリジナルの設定も含まれているため、アニメ版と矛盾する設定も多々ある。アスペクトから出版された最初期の攻略本『ポケットモンスター図鑑』でも、一部本作と共通する設定が語られている。
第2巻には「Vol.3につづく」という記述があるが、続きは執筆されず、2010年10月29日に首藤が死去したため未完の作品となった。ウェブで連載していたコラムで、第3巻が書かれない理由として「『ポケモン』の放映が終わらないと書けない、種明かし的補足が入る予定だからだ」と語っている。
なお、第1巻の初版は校正ミスにより、巻末近くの文章が数行抜け落ちている。

## 登場人物
詳細は個別記事かアニメ版ポケットモンスターの登場人物を参照。
サトシ
主人公。ポケモンマスターを目指している少年。本作ではいじめられっ子という設定がある。
ピカチュウ
サトシの最初のポケモン。
カスミ
サトシと一緒に旅をしているお転婆な少女。アニメ版では両親について不明だが、本作では「とてもジムをやっていけないと4人の子供達を捨ててジムを出て行ってしまった」という設定になっている。
タケシ
サトシと一緒に旅をしているポケモンブリーダーである少年。本作では家族構成がアニメ版とは異なり、母親がジムの運営のために9度も離婚と再婚を繰り返した結果、今ではタケシを含めて21人兄弟という大家族、という設定になっている。
ムサシ
ロケット団の一員。本作では「ロケット団としてポケモン泥棒をする以前は美術品泥棒をしており、盗品をお宝鑑定番組に出しては安く評価されバカにされていた」という設定がある。
コジロウ
ロケット団の一員。本作では初登場の際「子供の頃から大人しく影が薄いと言われていたので、泥棒のくせにやたらと写真写りを気にする」と描写されている。
ニャース
ロケット団の一員。2足歩行して人間の言葉を喋るポケモン。しかし人語を喋るニャースはポケモン学上、「いるはずのない、いてはならないニャース」らしい。
オーキド博士
本名はオーキド・ユキナリ。世界的に有名なポケモン博士。タジリンの後にはじめてポケモンを詳しく調査し、タマムシ大学在学中の25歳で博士号を取得。その後、故郷のマサラタウンに帰郷して研究所を構えた。本作では彼の長兄はマサラタウン町長、次兄は郵便局長と書かれている。
オーキド・シゲル
サトシのライバル。勉学の為、往復2時間かけて隣町の小学校に通っていた。彼を応援するチアガールの応援団は、マサラタウン町長（オーキド博士の長兄）が選挙の際に雇う少女達という事が本作では書かれている。
ハナコ
サトシのママ。本作では2階が宿屋になっている食堂「マサラハウス」を切り盛りしている設定。マサラハウスは「全国秘境、何もない町、うまい店」に選ばれた事があり、ハナコ自身も17歳の頃、雑誌「ポケモンの友」の表紙を飾った事がある。実はトレーナー志望であったが、サトシと店が残っている為、旅立たずに店を切り盛りしていた。ちなみにサトシが旅立った時点の年齢は29歳である。
サトシのパパ
どこかからマサラタウンにやってきてハナコ（当時18歳）と恋をし、ハナコとの間にサトシをもうける。サトシが誕生する前に「ポケモントレーナーになる」と言ってマサラタウンを飛び出し、行方不明となる。
ジョーイ
ポケモンセンターの女性医師。「ジョーイ」はファミリーネーム。ニッポンの医者の殆どはジョーイで占められている。
ジュンサー
女性警察官。ジュンサーの一族は岡っ引から続く警察官の名門であり、警察官の3分の1がジュンサーで占められている。

## 語られる設定
ポケモンについて
- 「ある夜とつぜん、我々が知るそのままの形で、ぽん、と現れた」。
- 地球に存在する人間や動物以外の生き物であり、どの生物とも違い、祖先といったものがない。
- 紀元前4世紀、生物学の祖であるアリストテレスは、ポケモンを発見できなかった。
- 18世紀後半、フランスでジャン＝バティスト・ラマルク率いる生物学の隆盛。フランス人作家タジリン伯爵がリザードンやシャワーズなどの30種類のポケモンを研究・発表。この定義は後にタジリンの定義と呼ばれるようになる。これが初めて系統立てられたポケモンの研究となった。その後研究は西ヨーロッパ全土に広がっていく。その後ポケモンの研究は西ヨーロッパ全土に広がっていく。
- タジリンがポケモンを研究するまでは、ポケモンはいるのにもかかわらずその存在を完全に無視されていた。
- 人間の生活にゆとりが出始め余裕ができたので、まわりを見渡して初めてその存在に気がつく。
- 20世紀後半、ライアル・ワトソンによるニューサイエンスの開拓。後の無機物系ポケモンの研究に影響を及ぼす。
- オーキド博士、タジリンの後にはじめてポケモンを詳しく調査し、ポケモン研究の基礎を築く。
- 「なぜポケモンの進化は進化というのか」について問題になっており、進化という言葉は実は適切ではないが、表現するのに「便利」なので使用している。
- ポケモンは新種が発見される度に、既存の生き物は姿を消していっている。
- ポケモンには年代を特定するために用いるある種類の元素が含まれていない為、化石の年代を特定することができない。
- 野生のポケモンは人間以上に、飼われているポケモンに敵意を燃やす傾向がある。
- 異種類のポケモン同士では、言葉が通じない。
- ニッポンでは、携帯獣と記述する向きもある。

小学校卒業みんなが大人法
略称は小卒大人法、別名は10歳大人法。アニメ版では10歳になるとポケモントレーナーとして旅立つ事が許されるが、その設定をさらに細かく説明している。
- 義務教育の小学校は10歳まで。中学校は行きたい人が行く。
- 10歳の誕生日を迎えた次の年の4月には、ポケモン捕獲の免許が取れ、モンスターボールを持つことが許される（ただしポケモン自然保護法のため、1人6個までに限る）。
- 「18歳未満お断り」は存在しない。
- 親の承諾なしに自分の進路を決めることができ、結婚・就職など全て可能。犯罪行為を働くと、一般成人同様に処罰される。
- 税金も大人同様に納めなければならない。

ポケモンがモンスターボールに入るようになった理由
1925年、ニッポンにあるタマムシ大学のニシノモリ教授が、偶然ポケモンが縮小して休まることを発見した事がきっかけ。
教授がオコリザルの「怒り」のエネルギーを研究中、薬物の量を誤ってしまいオコリザルを衰弱させてしまう。しかしオコリザルは、小さく丸まってニシノモリ教授の老眼鏡のケースの中に入り込み、安らかに眠り出した。この事件によってモンスターボールが開発された。
パソコン通信でポケモンを転送出来るようになったきっかけ
ある3歳の子供がコピー機にモンスターボールを入れ、ファックスのボタンを誤って押した所、ファックスの行き先である父親の会社にモンスターボールが転送されていた。モンスターボールの中にはポケモンが入っており、これによってポケモンには通信能力があるということが発見され、この能力を携帯獣通信能力（携通力、ポケコム）と呼ぶようになった。さらにポケモンは小さくなって何かの入れ物に入り、体を休めているとき、自分自身とその入れ物を電気信号に変える能力を持っている事も発見され、ポケモンをパソコン通信で転送する技術が誕生した。
ポケモンジムとジムリーダーについて（ニッポン国のことをメインに扱う）
ポケモンジムとは、元々は引退したベテランのポケモントレーナーが後続の新人ポケモントレーナーに「トレーナ－術」を伝授する私営の道場のようなものだった。人とポケモンとの交流が進み、ポケモントレーナーになることが一般的になるにつれてポケモンジムが増加し、金儲けを企む悪質なポケモンジムも増えたため、ニッポン国の文部省はポケモンジムを認可制にした。原則、児童一万人に一軒の割合でポケモンジムを営業することが認められたが、現在は少子化と地方の過疎化が進行した影響で児童を集められないポケモンジムを守るため、子供の少ない地方に限りポケモンジムを国費で運営し、ジムリーダーは地方公務員にするシステムが作られている（ただし国費で運営されるジムの予算は潤沢ではなく、ジムリーダーの給料も非常に安い）。
各ポケモンジムは創設者の得意分野を受け継ぎそれぞれ特化した流儀や格式をもっているが、一つのジムで修行したトレーナーは得意不得意が目立つため、国は児童が複数のジムで学ぶことができるようにバッジ制を導入した。この制度により、トレーナーは各ジムのジムリーダーに挑戦し勝利するとジムを制した証であるポケモンバッジをジムリーダーから与えられ、一つの地区で8個以上のポケモンバッジを獲得した者は地区ごとのポケモンリーグに進むことができるようになった。ちなみにジムリーダーは連続して4回挑戦者に負けてしまうとジムリーダーの資格をはく奪されてしまう。
世界について
世界中の国々が競ってポケモンマスターを育てている。理由は各国の最重要国家秘密で明らかにされておらず、ポケモントレーナーの育成は国家的事業である。また、4年に一度、オリンピックならぬポケリンピックが開催される。
その他
- ニッポンにはポケモン省があり、トレーナー奨励奨学ポケモンの支給を行ったりする。しかし、トレーナー志望者急増によって、フシギダネ・ヒトカゲ・ゼニガメの3匹は数が減少しているらしい。
- マサラタウンは小さな田舎町で、新社会人の働き口はあまり無い。その為新社会人の多くがポケモントレーナーを目指して旅立つ。
- ポケモントレーナーを挫折した人の受け皿が無いことが社会問題化している。
- 外国は漢字で記述し、国内都市はカタカナで記載されている。
- ピカチュウは本来は夜行性のポケモンで、夜は神経が昂ぶる為、寝つきが悪い。また、睡眠中は防御用の電磁波を張る事が出来る。
- 1909年、クチバシティが軍港として開港される。当時軍服の色であった朽葉色を市名に冠する。その後ニッポンは戦争に負けて外国に一時期占領される。さらにその後、今度は世界的な大不況の煽りで海軍の軍備縮小により空母が置き去りにされる。そのエンジンを発電に使ったことから、電気の街として発展する。

## 登場する地名
原作のゲームである『ポケットモンスター 赤・緑』のポケモン図鑑テキストなどでも現実の地名が登場するが、本作でも現実にある地名や、現実世界をモデルにした地名、建築物名が幾つか登場する。
- 地球 - 我々人間や、ポケモンたちが暮らす星。
- ニッポン（日本） - 本作の舞台となる国。VOL.2の第4章（クチバジムの対決）の中で「この国は、外国との戦争に負けて一時期外国に占領されていたことがあるのです」という記述がある。
- 亜米利加（アメリカ）
- 英吉利（イギリス）
- 巴里（パリ）
- トウキョシティ - 「この国の首都」という記述がある。
- トウキョタワー
- ハリマクメッセ - トウキョシティにある建物で、ポケモンバトルの試合が行われている。名前は幕張メッセのパロディ（ただしこちらは東京ではなく千葉県千葉市にある）。
- シフヤの街
- ヨヨキの国立競技場
- マサラタウン - かつては「マッシロタウン」という町名だったが、オーキド博士の先祖であるポケモントレーナーの「オーキド・マサラ」の功績を称えて改名したという設定になっている。

## 書誌情報
1. 旅立ち 1997年11月1日初版発行 ISBN 4-09-440541-0
2. 仲間 1999年11月1日初版発行 ISBN 4-09-440542-9